# Chon (argot)
Pour les articles homonymes, voir Chon.
 (novembre 2023).
Si vous disposez d'ouvrages ou d'articles de référence ou si vous connaissez des sites web de qualité traitant du thème abordé ici, merci de compléter l'article en donnant les références utiles à sa vérifiabilité et en les liant à la section « Notes et références ».
Le chon est un argot breton parlé dans le pays Bigouden en Bretagne (France). Le chon, qui a surtout été mis par écrit par Youenn Drezen, est le nom donné à l'argot des brodeurs de Pont l'Abbé (Pont-'n-Abad en chon).